# SN 1990ab
SN 1990ab – supernowa typu Ia odkryta 20 września 1990 roku w galaktyce A215403-4004. W momencie odkrycia miała maksymalną jasność 18,00m.